# Vignoux-sur-Barangeon
Vignoux-sur-Barangeon is een gemeente in het Franse departement Cher (regio Centre-Val de Loire). De plaats maakt deel uit van het arrondissement Vierzon. Vignoux-sur-Barangeon telde op 1 januari 2022 2.061 inwoners.

## Geografie
De oppervlakte van Vignoux-sur-Barangeon bedroeg op 1 januari 2022 24,87 vierkante kilometer; de bevolkingsdichtheid was toen 82,9 inwoners per km².
De onderstaande kaart toont de ligging van Vignoux-sur-Barangeon met de belangrijkste infrastructuur en aangrenzende gemeenten.

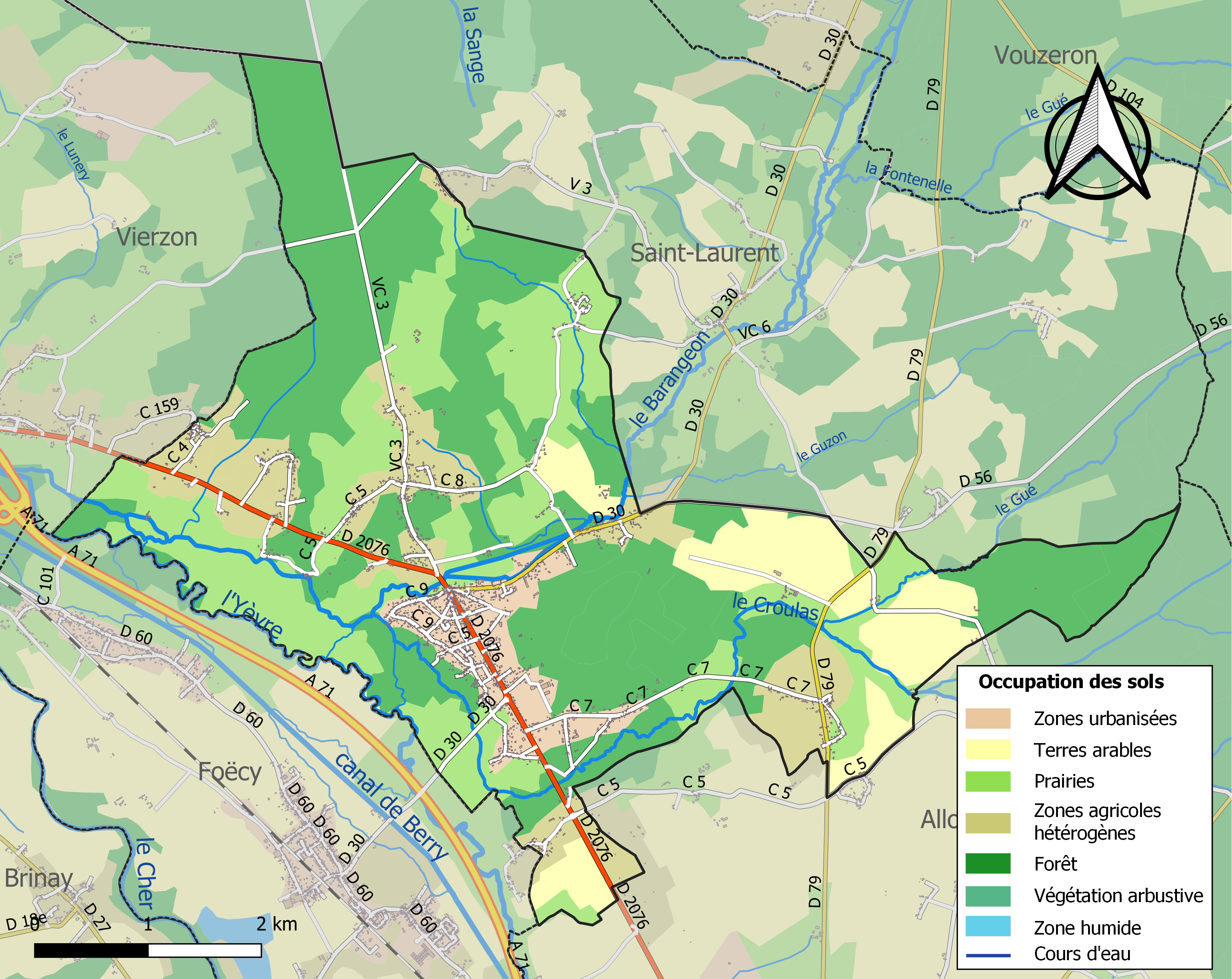

## Demografie
Onderstaande figuur toont het verloop van het inwonertal (bron: INSEE-tellingen).